# Fronteira agrícola Amazônica

Região aproximada sob influência da fronteira agrícola Amazônica

A fronteira agrícola amazônica é uma área de ocupação e extensão de atividades ligadas à agropecuária na Amazônia Legal brasileira. A fronteira abrange áreas do norte, nordeste e centro-oeste brasileiros. Também é conhecida como arco do desflorestamento, em função da intensa atividade predatória na região.
Embora sua característica fortemente econômica, a fronteira influenciou os mais diversos fatores sociais, demográficos, políticos e até mesmo culturais.

## Ocupação
O processo de ocupação amazônica por meio de projetos agrícolas iniciou-se, efetivamente, no final do século XIX, no esteio da construção da Estrada de Ferro de Bragança, porém num processo ainda extremamente efêmero, voltado basicamente para atender a capital paraense e arredores.
A ocupação agrícola definitiva viria somente no advento das décadas de 1950, 1960 e 1970, a partir da abertura da primeira grande via rodoviária de ocupação da região, a rodovia Belém-Brasília. Às margens da rodovia pequenos agricultores foram paulatinamente construindo assentamentos e cultivando nas porções de terra. Aos poucos os primeiros núcleos urbanos foram surgindo, dando os contornos da atual ocupação.
Os outros, e mais marcantes, marcos históricos da ocupação da fronteira agrícola Amazônica se deram com a instalação das outras rodovias na década de 1970: a Transamazônica, Cuiabá-Santarém e Cuiabá-Porto Velho. Neste período iniciou-se um intenso processo de migração de sulistas e nordestinos para a região amazônica. Em pouco tempo as áreas adjacentes destas rodovias estavam densamente povoadas.

## Características econômicas
A fronteira, inicialmente, centrava-se numa economia de pequena lavoura e de extração e venda de madeira não processada. A extração e venda da "madeira em tora" foi a principal atividade econômica às margens das rodovias por mais de duas décadas, até quase a exaustão dos recursos vegetais, quando migrou para áreas cada vez mais distantes dos troncos viários, fugindo da fiscalização ambiental. Verdadeiras cadeias industriais e cidades surgiram da atividade madeireira. No entorno dos principais centros urbanos, toda a cadeia da madeira está estagnada ou extinta, reservando-se aos locais de extração e beneficiamento distantes e de difícil acesso.
Na década de 1990 migra para a fronteira as atividades ligadas ao plantio em larga escala (agrobusiness) de soja e milho. A ocupação da fronteira pela soja e pelo milho deu novos contornos a região, que passou a receber grandes investimentos em logística e relativa oferta de capitais.
Paralelamente a extração madeireira e ao plantio de soja e milho, a atividade pecuária cresce de forma vertiginosa na região Amazônica, acompanhando pari passu a expansão da fronteira agrícola. A região chega a ser conhecida por ter "mais cabeças de gado que pessoas".

## Fatores culturais
A fronteira agrícola amazônica influenciou não somente em fatores demográficos ou econômicos, mas também deixou uma forte e distintiva marca em questões culturais. O exemplo disto é a singular diferença que há entre os costumes de vestimenta, música, dialeto, culinária e visão de espaço e tempo entre as principais capitais da região, Manaus e Belém, e a região da fronteira agrícola amazônica.[carece de fontes?]
Em fatores musicais por exemplo, há uma clara preferência por ritmos como o forró e o sertanejo em detrimento do brega e do carimbó, ritmos tradicionais do vale amazônico.

### Dialeto
A diferença mais marcante em relação à cultura da fronteira diz respeito ao seu modo de falar (ou dialeto). Devido a intensa migração de goianos, mineiros, maranhenses, paulistas, paranaenses e gaúchos, o dialeto local tornou-se uma mescla dos dialetos falados por cada um destes imigrantes.
No meio acadêmico é conhecido por dialeto da serra amazônica (em alusão à localização da fronteira agrícola, nas partes mais altas da amazônia) ou do arco do desflorestamento. Este dialeto é muito próximo dos dialetos nordestino, caipira e sertanejo, e muito diferente daquele falado no restante da amazônia (amazofonia).